# Manduca camposi
Manduca camposi là một loài bướm đêm thuộc họ Sphingidae. Nó được tìm thấy ở Ecuador.